# Porkkala
Porkkala (fiń. Porkkalanniemi) – półwysep w Finlandii, położony nad Zatoką Fińską, na południowy zachód od Helsinek. Ma powierzchnię 393,44 km².
W 1944 roku na podstawie postanowień rozejmu moskiewskiego kończącego wojnę radziecko-fińską (wojnę kontynuacyjną) i potwierdzonego pokojem paryskim półwysep oraz otaczające go okolice zostały oddane w dzierżawę ZSRR na 50 lat. Wojska radzieckie stworzyły tam następnie silną bazę, a centrum Helsinek było w zasięgu stacjonującej tam artylerii. Obecność wojsk radzieckich tak blisko stolicy miała znaczny wpływ na uległość fińskiej polityki wobec ZSRR w tym okresie. Po śmierci Józefa Stalina w 1953 roku nastąpiło odprężenie w stosunkach międzynarodowych, a baza w Porkkala straciła na znaczeniu. W wyniku negocjacji Armia Radziecka opuściła bazę w styczniu 1956 roku i półwysep wrócił pod kontrolę Finlandii przed upływem umówionych wcześniej 50 lat.